# Twardosławice
Twardosławice [pronunciación en polaco: /tfardɔswaˈvit͡sɛ/] es un pueblo ubicado en el distrito administrativo de Gmina Grabica, dentro del Distrito de Piotrków, Voivodato de Łódź, en Polonia central. Se encuentra aproximadamente a 11 kilómetros al sureste de Grabica, a 4 kilómetros al noroeste de Piotrków Trybunalski, y a 43 kilómetros al sur de la capital regional Łódź.